# Platyplectrus variegatus
Platyplectrus variegatus är en stekelart som först beskrevs av Girault 1915.  Platyplectrus variegatus ingår i släktet Platyplectrus och familjen finglanssteklar. Inga underarter finns listade i Catalogue of Life.